# Salako
Le salako est un chapeau d'origine saintoise (Guadeloupe). Il est apparu vers la fin du XIXe siècle. Il est fabriqué sur l'île de Terre-de-Bas par quelques derniers artisans qui détiennent encore l'art de sa confection.

## Description

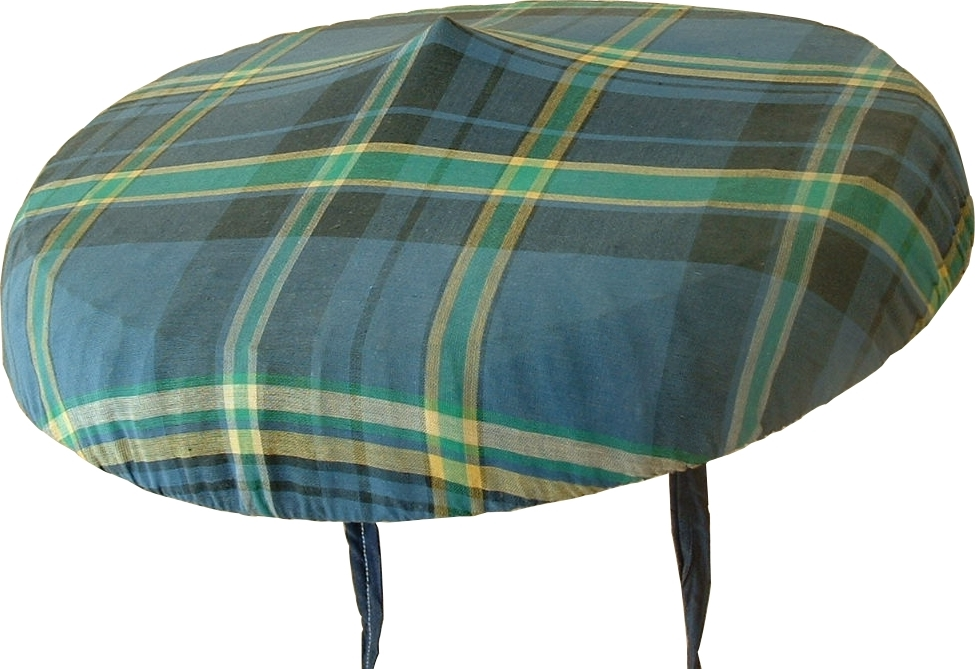
Un salako en madras

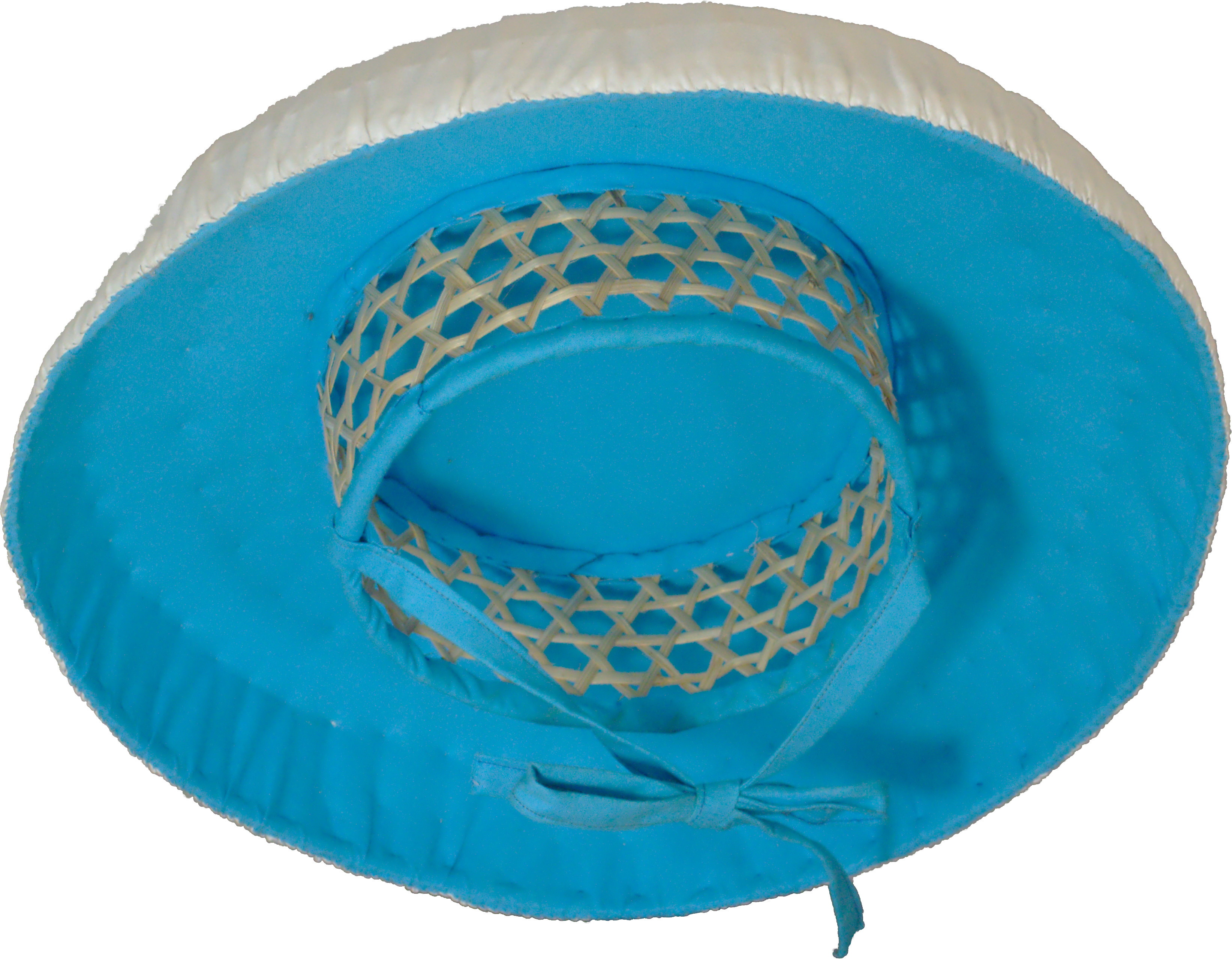
Un salako traditionnel

Le salako est le couvre-chef traditionnel des Saintois. Même si son usage s'est fortement raréfié, il est encore porté par certains pêcheurs pour lesquels c’est un parfait accessoire de travail, protégeant du soleil comme de la pluie grâce à ses bords larges indéformables par le vent et tenant bien en place avec son lacet. La silhouette particulière de ce couvre-chef se repère de loin en mer et aide à identifier un bateau saintois. Les anciens de l'archipel le portent également lors de promenades dans les rues aux heures ensoleillées.
Les hommes après avoir cherché, coupé et taillé les matières premières à la fabrication de ce couvre-chef mettent en exergue leur dextérité et leur savoir-faire. 
La structure principale est formée de fines lattes plates taillées en pointe, appelées « pikèt », jointes autour d'une pièce de bois centrale ronde taillée en pointe, « le cœur ». Ces lattes sont resserrées et ficelées entre elles par des cercles de bambou, appelés "sèrk", puis arrondies aux extrémités pour être figées entre deux bandes plates de bambou faisant la circonférence, le « sèrk bordaj ».
Seule une bonne exposition au soleil permet d'obtenir un bon arrondi.
Un délicat maillage de fibres de bambou, à la méthode du tissage des fonds de chaises, nasses de pêche traditionnelle ou berceuses, appelé le won, vient s'attacher à la structure principale et forme le tour de tête.
À l'issue de ce travail artisanal, les couturières entrent en scène et créent l'habillage du salako. Traditionnellement revêtu de tissu blanc pour la face exposée au soleil, pour atténuer l'ardeur de l'astre et bleu ciel pour la face ombragée (couleurs de la Vierge Marie). Ils sont depuis l'essor du tourisme habillés de tissu couleur madras pour le commerce.         
Le salako ne manque pas de refaire son apparition dans le costume d'apparat traditionnel saintois lors des festivités et représentations du folklore local.

## Origine
Nul ne peut certifier avec exactitude comment est apparu ce couvre-chef aux Saintes.
Son appellation et sa forme rappellent cependant son cousin indochinois, le salacco, vraisemblablement arrivé aux Saintes vers la fin du XIXe siècle, sur la tête d'un officier de marine revenant d'Asie du Sud-Est. Le régiment d'infanterie de marine française au Tongkin en 1873, une région septentrionale de l'actuel Vietnam, portait en effet le salacco, couvre-chef similaire au salako saintois, mais de forme beaucoup plus plate, petite et de composante différente.
Une autre hypothèse rapportée par les anciens de l'archipel affirme que le salako aurait fait son apparition avec l'arrivée d'Annamites indochinois déportés aux bagnes des Saintes en 1873, pour rébellion envers la France. Condamnés à cinq ans de travaux forcés, quelques-uns sont restés pour se livrer à l'agriculture sur l'île de Terre-de-Bas.

## Élaboration

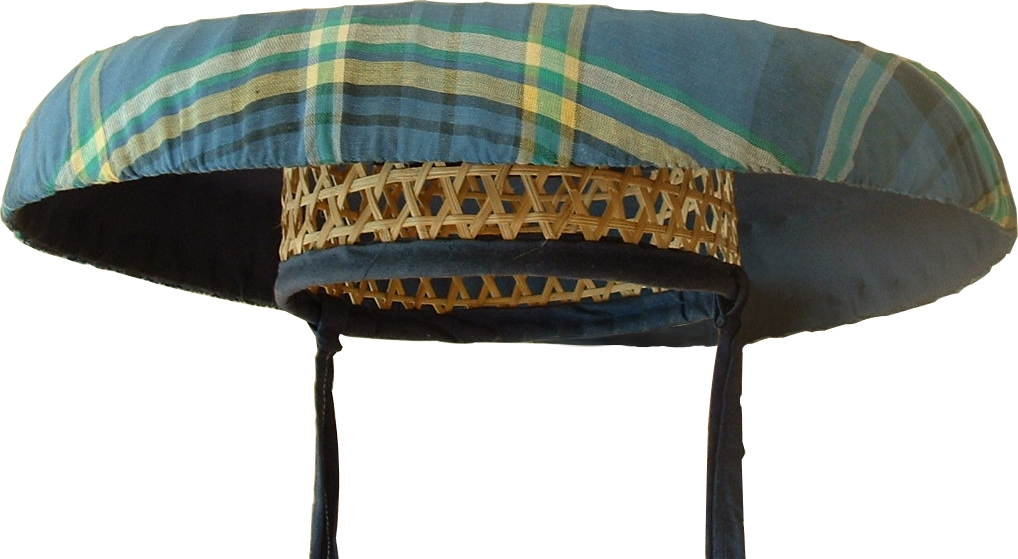
La largeur du salako protège du soleil comme de la pluie

1. Matière première : le bambou est la matière principale de la structure du salako, il pousse le long des étangs de l'île de Terre-de-Bas, tout comme les racines de Mamin, arbre des marécages antillais, qui servent à fabriquer le cœur.
2. Préparation : Les tiges de bambous sont minutieusement taillées, liées et tressées par les artisans de l'île qui font preuve d'une dextérité exemplaire.
3. séchage : Une fois la base réalisée, elle est exposée au soleil pendant plusieurs jours afin d'extraire la sève du bambou et permettre le pliage des pikèt.
4. habillage : L'habillage du salako est cousu à la main par les couturières de l'archipel.

## Représentation
Le Salako est un élément propre de la représentation de l'identité saintoise. L'Institut d'émission des départements d'outre-mer en fit l'effigie numismatique du billet de mille francs français (contrevaleur de dix nouveaux francs) des départements français d'Amérique (Guadeloupe,Martinique, Guyane), de 1962 à 1972.
Il figure également sur les armes de l'office municipal du tourisme de Terre-de-Haut.
À Terre-de-Haut, sur la place de la mairie, à l’extrémité côté église, est érigé un monument à la mémoire des marins-pêcheurs saintois disparus en mer, constitué d’une sculpture presque grandeur nature d’un pêcheur debout dans son canot appelant désespérément son compagnon disparu. Deux symboles identifient le pêcheur saintois : la saintoise et le salako.